# Rongkare
Rongkare is een bestuurslaag in het regentschap Padang Lawas Utara van de provincie Noord-Sumatra, Indonesië. Rongkare telt 312 inwoners (volkstelling 2010).